# صيته الحنيطي الحديد
الشيخة صيته الحنيطي (الحديد) _أم إبراهيم_ سيدة أعمال أردنية تقوم على إدارة جمعية تنمية وتأهيل المرأة الريفية. أسست الجمعية في عام 1990، وترأسها فخريا الأميرة عالية بنت الحسين. تهدف الجمعية إلى تأهيل المرأة الأردنية وتطوير قدراتها ومهاراتها وحثها على الحفاظ على تراثها الأردني. تقدم أيضا الجمعية العون في مجال تعليم الطلبة، ومساعدة العائلات المحتاجة، ومساعدة الطلبة في انهاء تعليمهم الجامعي. وتهدف أيضا الجمعية إلى المحافظة على التراث والأزياء الشعبية وتقديمها بطريقة تتضمن بعض التحديث والتطوير كي تسطيع المرأة الحديثة ارتدائه في أي مكان.
أشرفت صيطة على اعداد كتاب: الازياء الشعبية الأردنية: تاريخ وحضارة عبر العصور.
” تعلمت حب الخير والإحساس في المجتمع من مجلس والدي ومن جدتي ووالدتي ولا زلت احافظ عليه حيث تمكنت وبحمد الله من السير على خطاهم وان اكون مساهمة حقيقة في المجتمع وهو ما حققته واسعى لتحقيقه"